# 파스퇴르 비지뭉구
파스퇴르 비지뭉구(르완다어: Pasteur Bizimungu, 1950년 4월 ~ )는 르완다의 정치인으로, 1994년 7월 19일부터 2000년 3월 23일까지 르완다의 제3대 대통령을 역임했다.
후투족인 비지뭉구는 이전에 1980년대 내내 쥐베날 하브자리마나 대통령 아래에서 여러 직책을 맡았다. 그는 1990년, 겉보기에는 하브자리마나 정부의 명령에 따라 그의 형이 사망한 후, 투치족이 이끄는 르완다 애국전선(RPF) 반군 단체에 합류했다. 1994년 르완다 내전에서 RPF의 승리로 르완다 대학살이 종식된 후, 비지뭉구는 부통령 겸 국방부 장관으로 RPF 사령관 폴 카가메와 함께 새로운 대통령이 되었는데, 그는 대통령 재임 기간 내내 르완다의 실질적인 지도자로 여겨졌다. 비지뭉구의 대통령직은 내전과 대학살 이후 국가의 재건뿐만 아니라 1996년부터 1997년까지 제1차 콩고 전쟁과 1998년부터 2003년까지 제2차 콩고 전쟁에서 반군 단체를 지원한 것으로 특징지어졌다. 카가메와의 일련의 분쟁 이후, 비지뭉구는 2000년에 사임했고, 그 후 카가메가 그의 뒤를 이었다. 이듬해, 비지뭉구는 카가메의 새 정부에 의해 즉시 금지된 민주개혁당을 설립했다. 2004년, 비지뭉구는 민병대를 구성하려고 시도하고, 폭력을 선동하고, 횡령한 혐의로 15년형을 선고받았지만, 3년 후 카가메에 의해 사면되었다.

## MRND와의 관계
1980년대와 1990년대에 비지뭉구는 1994년까지 르완다를 통치한 MRND 정부에서 일했다. 1990년 이전까지 비지뭉구는 후투족 대통령인 쥐베날 하브자리마나와 긴밀한 관계를 맺고 있었다. 이 시기에 그는 국영 전기 회사인 일렉트로가즈의 국장을 포함한 여러 직책을 맡았다.
1990년에 그는 르완다 방위군의 대령인 그의 형이 살해된 후에 르완다 애국전선(RPF)에 합류했다. 그 때, RPF는 르완다 내전을 시작하면서 우간다로부터 르완다에 대한 침략을 막 시작하고 있었다. 비지뭉구는 벨기에에서 망명 생활을 했고, 당의 정보 책임자 역할을 했다. 1993년에 그는 1993년 아루샤 협정을 협상하는 것을 도왔다.
1994년 4월 6일 비행기 사고로 하브자리마나가 사망하자 민족 극단주의자들은 르완다 집단학살을 촉발시켰다.

## 대통령직
1994년 7월 르완다 애국전선(RPF)는 국가를 장악하고 국가 통합 정부를 수립했다. 실질적인 RPF 지도자인 폴 카가메가 부통령으로 선출되었고 비지뭉구가 대통령이 되었다.
비지뭉구의 행정 기간 동안, 많은 사람들은 그가 단지 명목상의 인물에 불과하다고 믿었고, 카가메가 실권을 쥐고 있었다. 비지뭉구는 곧 비지뭉구가 주장했던 반대 의견에 대한 정당하지 않은 억압에 대해 카가메와 갈등을 겪고 있는 자신을 발견했다. 비평가들은 부패한 장관들을 문책하려는 의회의 시도를 막았고, 그의 건물 부지 중 하나에서 쫓겨난 주민들에게 보상금을 지불하기를 거부했으며, 콩고 민주 공화국에 그의 트럭 두 대를 등록함으로써 르완다 세금을 회피했다고 주장하면서, 비지뭉구를 부패로 비난했다.
2000년 3월 내각 구성에 관한 분쟁으로 사임하였고, 카가메는 대통령이 되었다.
비지뭉구가 사임하기 몇 주 전, 그의 고문인 아시엘 카베라는 군복을 입은 남성들에 의해 자택 밖에서 살해당했다. 대량학살 생존자인 카베라가 폴 카가메의 명령에 의해 살해되었다는 주장이 제기되었다.